# Hammetweil
Hammetweil ist ein zur Gemeinde Neckartenzlingen im Landkreis Esslingen in Baden-Württemberg gehörendes Hofgut.

## Geographie
Hammetweil liegt etwa zwei Kilometer südwestlich des Dorfkerns von Neckartenzlingen auf etwa 330 m ü. NHN am Nordwesthang des Neckartals.
An der Talseite des Ortsrandes entsteht der Hammetweiler Graben, der den Hang hinabläuft, die linksseits breite Aue des Flusses quert und nach insgesamt 0,6 km ungefähr östlichen Laufs von links in den Neckar mündet. An der Bergseite grenzt der Golfplatz Hammetweil unmittelbar ans Hofgut.

## Burg und Rittergut

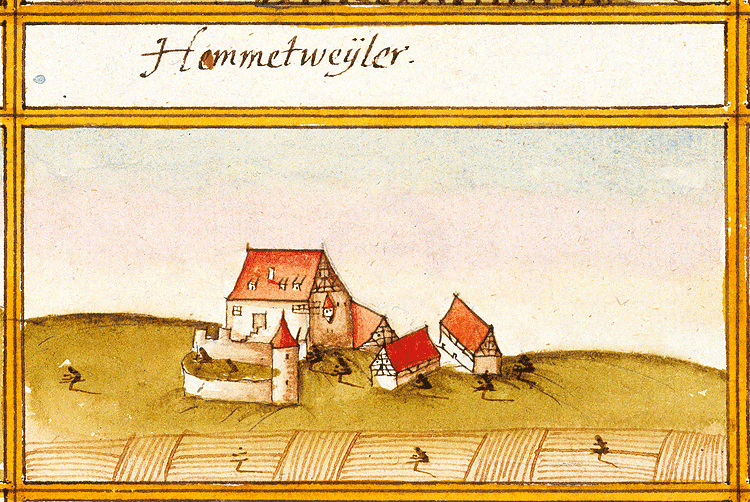
Hammetweil 1683/85 im Forstlagerbuch von Andreas Kieser

Die Burg Hammetweil wird 1266 erstmals als Nohmuotwiler urkundlich erwähnt, sie wurde vermutlich um jene Zeit durch die Herren von Hammetweil, ritterliche Dienstmannen der Grafen von Hohenberg, erbaut. Im 14. Jahrhundert gelangt die Burg als Lehen an die Herren von Zimmern, die sich danach Zimmerer von Hammetweil nannten. Nach deren Aussterben Ende des 15. Jahrhunderts gehörte Hammetweil fortan als hohenbergisches Lehen zu Österreich. Dann ging das Rittergut durch verschiedene Hände, bis es 1543 der württembergische Erbmarschall Hans Konrad Thumb von Neuburg um 3100 fl. erwarb. Seitdem ist das Gut im Besitz der Freiherren von Thumb. Bis 1805 als österreichisches Lehen, von 1806 bis 1866 als Mannlehen der Krone Württemberg, seither als Eigentum.
Im Dreißigjährigen Krieg war das Rittergut mehrere Jahre unbewohnt. Die Zeichnung im Kieserschen Forstlagerbuch zeigt von der mittelalterlichen Burganlage noch das Steinhaus, also den Wohnbau der Burg. Außerdem noch einen Mauerturm und Mauerteile. Wegen Baufälligkeit wurde 1821 das Steinhaus abgebrochen. Zwei mit einer Mauer verbundene Rundtürme an der Seite zum Neckartal sind heute noch als Rest der einstigen Befestigung erhalten. In den 1860er Jahren wurden umfangreiche bauliche Veränderungen vorgenommen. Es wurde ein Pächter-Wohnhaus im Schweizer Stil errichtet. Das alte Wohnhaus brach man ab und errichtete an seiner Stelle das langgestreckte Stallgebäude auf der Talseite. Seit einigen Jahrzehnten wird auf dem Hof Pferdewirtschaft betrieben.

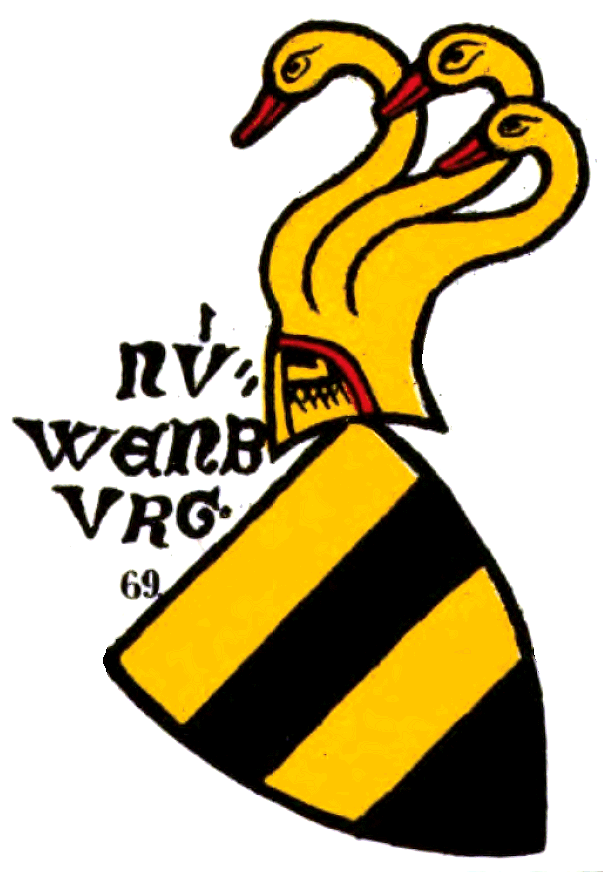
Wappen der Thumb von Neuburg

Seit 2005 befindet sich auf einem Teil des Hofguts ein Golfplatz mit 18 Bahnen.

## Religionen
Die Bewohner von Hammetweil werden vom Ev. Pfarramt Mittelstadt betreut. Hammetweil gehört damit wie Mittelstadt zum Kirchenbezirk Urach. Auf dem Gebiet von Hammetweil befindet sich eine ehemalige Kapelle. Neckartenzlingen hingegen gehört zum Kirchenbezirk Nürtingen.

## Verkehr
Nach Hammetweil führt eine Privatstraße, die von der unterhalb in der linken Talaue des Neckars laufenden B 297 abzweigt. Die nächsten Bushaltestellen befinden sich in Neckartenzlingen und Mittelstadt.